# Erne Palais Ballroom
Pour les articles homonymes, voir Erne.
L'Erne Palais Ballroom était une salle située à Belturbet dans le comté de Cavan.

## Histoire
L'Erne Palais Ballroom est construit à l'origine comme l'Erne Cinema à Belturbet, ville dans le comté de Cavan en 1947. C'est un cinéma jusqu'en 1963, quand il est vendu à Tom et Michael Corrigan. Ils installent un plancher en bois d'érable canadien, et ouvrent le bâtiment sous le nom d'Erne Palais Ballroom, le jeudi 10 octobre 1963 avec le groupe the Mighty Avons. Après un certain nombre d'années de succès en tant que salle de bal, le bâtiment est vendu en 1979 et devient le Palais Community Centre. Comme centre communautaire, il sert encore pour les danses locales. À un certain point, après les années 1980, le bâtiment devient inutilisé. Il est prévu de démolir le site en 2007, sans que cela soit fait,.
Le 24 septembre 2018, le bâtiment est détruit par le feu. La toiture du bâtiment contenant de l'amiante, un nettoyage spécial est effectué dans les jours suivant l'incendie,.

## Caractéristiques de l'immeuble
Le bâtiment avait un toit de tôles ondulées en fibro-ciment renfermant de l'amiante, avec une cheminée. Le pignon de la façade est lisse avec un fronton semi-circulaires sur des épaulements carrés, les courbes concaves se terminant sur des blocs rectangulaires. Le pignon de la façade dispose également d'un oculus aveugle au-dessus de la fenêtre centrale en plein cintre du premier étage.
C'est l'un des bâtiments de la ville figurant dans l'Inventaire national du patrimoine architectural.